# دكة (رصد)

تعديل مصدري - تعديل

دكه هي إحدى قرى عزلة القارة بمديرية رصد التابعة لمحافظة أبين، بلغ تعداد سكانها 159 نسمة حسب تعداد اليمن لعام 2004.